# 顾县五香牛皮豆腐干
顾县五香豆腐干之所以叫“牛皮”豆干，因为它的颜色和软硬程度与晾干的牛皮差不多。
顾县五香豆腐干质嫩爽口，滑润细腻，其味醇香，入口后回味悠长。可以做小吃，也可以做主菜，也可以做配菜。是中國四川岳池地方童叟兼爱的风味小吃。